# Episodi di Vicini troppo vicini (sesta stagione)
La sesta stagione della serie televisiva Vicini troppo vicini è stata trasmessa in anteprima negli Stati Uniti d'America in syndication tra il 5 aprile 1986 e il 7 febbraio 1987.
| nº | Titolo originale                        | Titolo italiano | Prima TV USA      | Prima TV Italia |
| -- | --------------------------------------- | --------------- | ----------------- | --------------- |
| 1  | Henry's Change of Life                  |                 | 5 aprile 1986     |                 |
| 2  | Front Page Monroe                       |                 | 12 aprile 1986    |                 |
| 3  | Four Is a Crowd                         |                 | 19 aprile 1986    |                 |
| 4  | Ho-Ho-Ho Chi Henry                      |                 | 26 aprile 1986    |                 |
| 5  | Miss Marin Bugler                       |                 | 3 maggio 1986     |                 |
| 6  | Garfield the Cat Joins the Marin Bugler |                 | 10 maggio 1986    |                 |
| 7  | Bedtime for Henry                       |                 | 17 maggio 1986    |                 |
| 8  | Educating Lisa                          |                 | 24 maggio 1986    |                 |
| 9  | Henry's Novel Solution                  |                 | 31 maggio 1986    |                 |
| 10 | Henry Gets Taken for a Ride             |                 | 7 giugno 1986     |                 |
| 11 | Late, Great Herbert Maxwell             |                 | 12 luglio 1986    |                 |
| 12 | Muriel's Fish Story                     |                 | 19 luglio 1986    |                 |
| 13 | Ya Gotta Have Heart                     |                 | 27 settembre 1986 |                 |
| 14 | Monroe's Critical Condition             |                 | 4 ottobre 1986    |                 |
| 15 | Cyrano Henry                            |                 | 11 ottobre 1986   |                 |
| 16 | Family Feud                             |                 | 18 ottobre 1986   |                 |
| 17 | Rock Around Henry                       |                 | 1º novembre 1986  |                 |
| 18 | Herb Kisses, Henry Tells                |                 | 8 novembre 1986   |                 |
| 19 | Believing Is Seeing                     |                 | 15 novembre 1986  |                 |
| 20 | Acropolis Now                           |                 | 22 novembre 1986  |                 |
| 21 | Presenting Buddy Ficus                  |                 | 31 gennaio 1987   |                 |
| 22 | Lisa Goes Lottery Loco                  |                 | 7 febbraio 1987   |                 |